# Marble Peak (Neuguinea)
Der Marble Peak ist ein Berg im Kraetkegebirge im äußersten Osten der Provinz Eastern Highlands in Papua-Neuguinea, im Grenzgebiet zur Provinz Morobe. Mit einer Höhe von 3223 Metern ist er neben dem Mount Priora und dem Mount Tabletop ein weiterer hoher Berg der Provinz.

## Geographie und Klima
Die Region um den Marble Peak ist überwiegend bewaldet. Die Bevölkerungsdichte beträgt etwa 16 Menschen pro Quadratkilometer.
Die Durchschnittstemperatur beträgt 12 °C. Der wärmste Monat ist der Dezember mit 15 °C und der kälteste Januar mit 10 °C. Der durchschnittliche Niederschlag beträgt 3057 Millimeter pro Jahr. Der feuchteste Monat ist der Januar mit 338 Millimetern Regen und der feuchteste der Juli mit 149 Millimetern.